# Anisodes decussata
Anisodes decussata is een vlinder uit de familie van de spanners (Geometridae). De wetenschappelijke naam van de soort is voor het eerst geldig gepubliceerd in 1855 door Scheller & Sepp.